# Guy Boulanger
Joseph Ferdinand Guy Boulanger (ur. 6 czerwca 1963 w Whitton) – kanadyjski duchowny katolicki, biskup Rouyn-Norandy od 2020, biskup Amos od 2023. 

## Życiorys

### Prezbiterat
Święcenia kapłańskie przyjął 26 października 1991 i został inkardynowany do archidiecezji Sherbrooke. Przez kilka lat pracował jako duszpasterz parafialny. W 2000 mianowany notariuszem sądu biskupiego oraz obrońcą węzła małżeńskiego (pełnił także funkcje m.in. dyrektora kurialnego wydziału ds. powołań oraz wikariusza biskupiego ds. ekonomicznych). W 2012 został wikariuszem generalnym archidiecezji.

### Episkopat
31 stycznia 2020 roku został mianowany przez papieża Franciszka biskupem diecezji Rouyn-Norandy. Sakry biskupiej udzielił mu 28 sierpnia 2020 roku arcybiskup Paul-André Durocher, metropolita Gatineau.
16 września 2023 ten sam papież mianował go biskupem Amos, łącząc diecezję Amos z diecezją Rouyn-Norandy unią in persona episcopi.